# Paris / London – Testament
Paris / London – Testament från 2009 är ett livealbum med pianisten Keith Jarrett. Det är inspelat i Salle Pleyel, Paris och i Royal Festival Hall, London.

## Låtlista
All musik är skriven av Keith Jarrett.

### Cd 1: Paris 26 november 2008
1. Part I – 13:48
2. Part II – 10:36
3. Part III – 7:05
4. Part IV – 5:33
5. Part V – 8:46
6. Part VI – 6:30
7. Part VII – 6:59
8. Part VIII – 10:11

### Cd 2: London 1 december 2008
1. Part I – 11:09
2. Part II – 8:10
3. Part III – 6:50
4. Part IV – 5:58
5. Part V – 10:34
6. Part VI – 6:52

### Cd 3: London 1 december 2008
1. Part VII – 9:00
2. Part VIII – 8:01
3. Part IX – 3:56
4. Part X – 5:35
5. Part XI – 8:26
6. Part XII – 8:30

## Medverkande
- Keith Jarrett – piano

## Mottagande
Skivan fick ett mycket gott mottagande när den kom ut med ett snitt på 4,6/5 baserat på fyra recensioner.